# Direção dos Serviços de Assuntos de Justiça
Direcção dos Serviços de Assuntos de Justiça (DSAJ) (em chinês:法務局) é um serviço público, da área de administração e justiça, da Região Administrativo Especial de Macau.

## Atribuições
- Colaborar na definição da política de justiça, bem como efectuar estudos e apresentar propostas relativas ao aperfeiçoamento do sistema jurídico da RAEM;
- Executar os trabalhos de centralização da coordenação legislativa, colaborar na definição do plano legislativo e supervisionar a respectiva execução;
- Produzir e apoiar a produção de projectos de propostas de lei, actos normativos e outros actos da competência do Chefe do Executivo e do Governo sujeitos a publicação no Boletim Oficial da Região Administrativa Especial de Macau;
- Coordenar os assuntos da tradução jurídica, estudando e propondo medidas de uniformização da terminologia técnico-jurídica utilizada nos projectos referidos na alínea anterior;
- Prestar apoio técnico-jurídico relativo aos assuntos do direito internacional e inter-regional, bem como à cooperação judiciária internacional e inter-regional;
- Dinamizar e desenvolver acções de promoção e divulgação do direito da RAEM;
- Cooperar, no âmbito das suas atribuições, com instituições universitárias ou de investigação e outras entidades;
- Coordenar os assuntos dos registos e do notariado, exercer a fiscalização da actividade dos serviços dos registos e do notariado e dos notários privados, bem como a respectiva orientação técnica e elaborar a respectiva regulamentação;
- Assegurar a gestão administrativa e financeira dos serviços dos registos e do notariado;
- Verificar a legalidade da criação e da continuidade de organismos de arbitragem voluntária institucionalizada;
- Prestar apoio técnico, logístico e administrativo ao Conselho Consultivo da Reforma Jurídica, ao Centro de Formação Jurídica e Judiciária, à Comissão de Apoio Judiciário, ao Cofre dos Assuntos de Justiça, ao Conselho dos Registos e do Notariado, à Comissão para a Protecção às Vítimas de Crimes Violentos e demais organismos, nos termos da lei;
- Gerir a base de dados dos recursos humanos da área jurídica;
- Exercer as demais atribuições que lhe sejam legalmente cometidas;
- Desempenhar, por determinação superior, outros trabalhos que se enquadrem no âmbito das suas atribuições.

## Legislação orgânica
- Regulamento Administrativo n.º 36/2000 ( 23 de Outubro de 2000, Boletim Oficial da RAEM)
  - Organização e funcionamento da Direcção dos Serviços de Assuntos de Justiça. — Revogações
- Regulamento Administrativo n.º 26/2015 ( 30 de Dezembro de 2015, Boletim Oficial da RAEM)
  - Organização e funcionamento da Direcção dos Serviços de Assuntos de Justiça

## Estrutura orgânica
|          |          |          |          |          |          |  |  |                                                       |                                                       |                                                       |                                                       |                                                       |                                                       |  |  |  |  |             |             |             |             |             |             |  |  |                                                                             |                                                                             |                                                                             |                                                                             |                                                                             |                                                                             |  |  | Divisão de Estudo do Sistema Jurídicos                            |                        |                        |                        |                        |                        |
|          |          |          |          |          |          |  |  |                                                       |                                                       |                                                       |                                                       |                                                       |                                                       |  |  |  |  |             |             |             |             |             |             |  |  |                                                                             |                                                                             |                                                                             |                                                                             |                                                                             |                                                                             |  |  |                                                                   |                        |                        |                        |                        |                        |
|          |          |          |          |          |          |  |  | Conselho dos Registos e do Notariado                  | Conselho dos Registos e do Notariado                  | Conselho dos Registos e do Notariado                  | Conselho dos Registos e do Notariado                  | Conselho dos Registos e do Notariado                  | Conselho dos Registos e do Notariado                  |  |  |  |  |             |             |             |             |             |             |  |  | Departamento de Estudo do Sistema Jurídicos e Coordenação Legislativa       | Departamento de Estudo do Sistema Jurídicos e Coordenação Legislativa       | Departamento de Estudo do Sistema Jurídicos e Coordenação Legislativa       | Departamento de Estudo do Sistema Jurídicos e Coordenação Legislativa       | Departamento de Estudo do Sistema Jurídicos e Coordenação Legislativa       | Departamento de Estudo do Sistema Jurídicos e Coordenação Legislativa       |  |  |                                                                   |                        |                        |                        |                        |                        |
|          |          |          |          |          |          |  |  | Conselho dos Registos e do Notariado                  | Conselho dos Registos e do Notariado                  | Conselho dos Registos e do Notariado                  | Conselho dos Registos e do Notariado                  | Conselho dos Registos e do Notariado                  | Conselho dos Registos e do Notariado                  |  |  |  |  |             |             |             |             |             |             |  |  | Departamento de Estudo do Sistema Jurídicos e Coordenação Legislativa       | Departamento de Estudo do Sistema Jurídicos e Coordenação Legislativa       | Departamento de Estudo do Sistema Jurídicos e Coordenação Legislativa       | Departamento de Estudo do Sistema Jurídicos e Coordenação Legislativa       | Departamento de Estudo do Sistema Jurídicos e Coordenação Legislativa       | Departamento de Estudo do Sistema Jurídicos e Coordenação Legislativa       |  |  |                                                                   |                        |                        |                        |                        |                        |
|          |          |          |          |          |          |  |  |                                                       |                                                       |                                                       |                                                       |                                                       |                                                       |  |  |  |  |             |             |             |             |             |             |  |  |                                                                             |                                                                             |                                                                             |                                                                             |                                                                             |                                                                             |  |  | Divisão de Coordenação Legislativa                                |                        |                        |                        |                        |                        |
|          |          |          |          |          |          |  |  |                                                       |                                                       |                                                       |                                                       |                                                       |                                                       |  |  |  |  |             |             |             |             |             |             |  |  |                                                                             |                                                                             |                                                                             |                                                                             |                                                                             |                                                                             |  |  |                                                                   |                        |                        |                        |                        |                        |
|          |          |          |          |          |          |  |  |                                                       |                                                       |                                                       |                                                       |                                                       |                                                       |  |  |  |  |             |             |             |             |             |             |  |  |                                                                             |                                                                             |                                                                             |                                                                             |                                                                             |                                                                             |  |  |                                                                   |                        |                        |                        |                        |                        |
|          |          |          |          |          |          |  |  |                                                       |                                                       |                                                       |                                                       |                                                       |                                                       |  |  |  |  |             |             |             |             |             |             |  |  |                                                                             |                                                                             |                                                                             |                                                                             |                                                                             |                                                                             |  |  | 1.ª Divisão de Produção Legislativa                               |                        |                        |                        |                        |                        |
|          |          |          |          |          |          |  |  |                                                       |                                                       |                                                       |                                                       |                                                       |                                                       |  |  |  |  |             |             |             |             |             |             |  |  |                                                                             |                                                                             |                                                                             |                                                                             |                                                                             |                                                                             |  |  |                                                                   |                        |                        |                        |                        |                        |
|          |          |          |          |          |          |  |  | Conselho dos Cofre dos Assuntos de Justiça            | Conselho dos Cofre dos Assuntos de Justiça            | Conselho dos Cofre dos Assuntos de Justiça            | Conselho dos Cofre dos Assuntos de Justiça            | Conselho dos Cofre dos Assuntos de Justiça            | Conselho dos Cofre dos Assuntos de Justiça            |  |  |  |  |             |             |             |             |             |             |  |  | Departamento de Produção Legislativa                                        | Departamento de Produção Legislativa                                        | Departamento de Produção Legislativa                                        | Departamento de Produção Legislativa                                        | Departamento de Produção Legislativa                                        | Departamento de Produção Legislativa                                        |  |  |                                                                   |                        |                        |                        |                        |                        |
|          |          |          |          |          |          |  |  | Conselho dos Cofre dos Assuntos de Justiça            | Conselho dos Cofre dos Assuntos de Justiça            | Conselho dos Cofre dos Assuntos de Justiça            | Conselho dos Cofre dos Assuntos de Justiça            | Conselho dos Cofre dos Assuntos de Justiça            | Conselho dos Cofre dos Assuntos de Justiça            |  |  |  |  |             |             |             |             |             |             |  |  | Departamento de Produção Legislativa                                        | Departamento de Produção Legislativa                                        | Departamento de Produção Legislativa                                        | Departamento de Produção Legislativa                                        | Departamento de Produção Legislativa                                        | Departamento de Produção Legislativa                                        |  |  |                                                                   |                        |                        |                        |                        |                        |
|          |          |          |          |          |          |  |  |                                                       |                                                       |                                                       |                                                       |                                                       |                                                       |  |  |  |  |             |             |             |             |             |             |  |  |                                                                             |                                                                             |                                                                             |                                                                             |                                                                             |                                                                             |  |  | 2.ª Divisão de Produção Legislativa                               |                        |                        |                        |                        |                        |
|          |          |          |          |          |          |  |  |                                                       |                                                       |                                                       |                                                       |                                                       |                                                       |  |  |  |  |             |             |             |             |             |             |  |  |                                                                             |                                                                             |                                                                             |                                                                             |                                                                             |                                                                             |  |  |                                                                   |                        |                        |                        |                        |                        |
|          |          |          |          |          |          |  |  |                                                       |                                                       |                                                       |                                                       |                                                       |                                                       |  |  |  |  |             |             |             |             |             |             |  |  |                                                                             |                                                                             |                                                                             |                                                                             |                                                                             |                                                                             |  |  |                                                                   |                        |                        |                        |                        |                        |
|          |          |          |          |          |          |  |  | Conservatória do Registo Predial                      | Conservatória do Registo Predial                      | Conservatória do Registo Predial                      | Conservatória do Registo Predial                      | Conservatória do Registo Predial                      | Conservatória do Registo Predial                      |  |  |  |  | Subdirector | Subdirector | Subdirector | Subdirector | Subdirector | Subdirector |  |  | Departamento de Tradução Jurídica                                           | Departamento de Tradução Jurídica                                           | Departamento de Tradução Jurídica                                           | Departamento de Tradução Jurídica                                           | Departamento de Tradução Jurídica                                           | Departamento de Tradução Jurídica                                           |  |  |                                                                   |                        |                        |                        |                        |                        |
|          |          |          |          |          |          |  |  | Conservatória do Registo Predial                      | Conservatória do Registo Predial                      | Conservatória do Registo Predial                      | Conservatória do Registo Predial                      | Conservatória do Registo Predial                      | Conservatória do Registo Predial                      |  |  |  |  | Subdirector | Subdirector | Subdirector | Subdirector | Subdirector | Subdirector |  |  | Departamento de Tradução Jurídica                                           | Departamento de Tradução Jurídica                                           | Departamento de Tradução Jurídica                                           | Departamento de Tradução Jurídica                                           | Departamento de Tradução Jurídica                                           | Departamento de Tradução Jurídica                                           |  |  |                                                                   |                        |                        |                        |                        |                        |
|          |          |          |          |          |          |  |  |                                                       |                                                       |                                                       |                                                       |                                                       |                                                       |  |  |  |  |             |             |             |             |             |             |  |  |                                                                             |                                                                             |                                                                             |                                                                             |                                                                             |                                                                             |  |  |                                                                   |                        |                        |                        |                        |                        |
|          |          |          |          |          |          |  |  |                                                       |                                                       |                                                       |                                                       |                                                       |                                                       |  |  |  |  |             |             |             |             |             |             |  |  |                                                                             |                                                                             |                                                                             |                                                                             |                                                                             |                                                                             |  |  | Divisão de Tratados                                               |                        |                        |                        |                        |                        |
|          |          |          |          |          |          |  |  |                                                       |                                                       |                                                       |                                                       |                                                       |                                                       |  |  |  |  |             |             |             |             |             |             |  |  |                                                                             |                                                                             |                                                                             |                                                                             |                                                                             |                                                                             |  |  |                                                                   |                        |                        |                        |                        |                        |
|          |          |          |          |          |          |  |  | Conservatória dos Registos Comercial e de Bens Móveis | Conservatória dos Registos Comercial e de Bens Móveis | Conservatória dos Registos Comercial e de Bens Móveis | Conservatória dos Registos Comercial e de Bens Móveis | Conservatória dos Registos Comercial e de Bens Móveis | Conservatória dos Registos Comercial e de Bens Móveis |  |  |  |  |             |             |             |             |             |             |  |  | Departamento dos Assuntos do Direito Internacional e Direito Inter-Regional | Departamento dos Assuntos do Direito Internacional e Direito Inter-Regional | Departamento dos Assuntos do Direito Internacional e Direito Inter-Regional | Departamento dos Assuntos do Direito Internacional e Direito Inter-Regional | Departamento dos Assuntos do Direito Internacional e Direito Inter-Regional | Departamento dos Assuntos do Direito Internacional e Direito Inter-Regional |  |  |                                                                   |                        |                        |                        |                        |                        |
|          |          |          |          |          |          |  |  | Conservatória dos Registos Comercial e de Bens Móveis | Conservatória dos Registos Comercial e de Bens Móveis | Conservatória dos Registos Comercial e de Bens Móveis | Conservatória dos Registos Comercial e de Bens Móveis | Conservatória dos Registos Comercial e de Bens Móveis | Conservatória dos Registos Comercial e de Bens Móveis |  |  |  |  |             |             |             |             |             |             |  |  | Departamento dos Assuntos do Direito Internacional e Direito Inter-Regional | Departamento dos Assuntos do Direito Internacional e Direito Inter-Regional | Departamento dos Assuntos do Direito Internacional e Direito Inter-Regional | Departamento dos Assuntos do Direito Internacional e Direito Inter-Regional | Departamento dos Assuntos do Direito Internacional e Direito Inter-Regional | Departamento dos Assuntos do Direito Internacional e Direito Inter-Regional |  |  |                                                                   |                        |                        |                        |                        |                        |
|          |          |          |          |          |          |  |  |                                                       |                                                       |                                                       |                                                       |                                                       |                                                       |  |  |  |  |             |             |             |             |             |             |  |  |                                                                             |                                                                             |                                                                             |                                                                             |                                                                             |                                                                             |  |  | Divisão dos Assuntos de Relações Internacionais e Inter-Regionais |                        |                        |                        |                        |                        |
|          |          |          |          |          |          |  |  |                                                       |                                                       |                                                       |                                                       |                                                       |                                                       |  |  |  |  |             |             |             |             |             |             |  |  |                                                                             |                                                                             |                                                                             |                                                                             |                                                                             |                                                                             |  |  |                                                                   |                        |                        |                        |                        |                        |
|          |          |          |          |          |          |  |  |                                                       |                                                       |                                                       |                                                       |                                                       |                                                       |  |  |  |  |             |             |             |             |             |             |  |  |                                                                             |                                                                             |                                                                             |                                                                             |                                                                             |                                                                             |  |  |                                                                   |                        |                        |                        |                        |                        |
|          |          |          |          |          |          |  |  |                                                       |                                                       |                                                       |                                                       |                                                       |                                                       |  |  |  |  |             |             |             |             |             |             |  |  |                                                                             |                                                                             |                                                                             |                                                                             |                                                                             |                                                                             |  |  | Divisão de Divulgação Jurídica                                    |                        |                        |                        |                        |                        |
|          |          |          |          |          |          |  |  |                                                       |                                                       |                                                       |                                                       |                                                       |                                                       |  |  |  |  |             |             |             |             |             |             |  |  |                                                                             |                                                                             |                                                                             |                                                                             |                                                                             |                                                                             |  |  |                                                                   |                        |                        |                        |                        |                        |
| Director | Director | Director | Director | Director | Director |  |  |                                                       |                                                       |                                                       |                                                       |                                                       |                                                       |  |  |  |  | Subdirector | Subdirector | Subdirector | Subdirector | Subdirector | Subdirector |  |  | Departamento de Divulgação Jurídica e Relações Públicas                     | Departamento de Divulgação Jurídica e Relações Públicas                     | Departamento de Divulgação Jurídica e Relações Públicas                     | Departamento de Divulgação Jurídica e Relações Públicas                     | Departamento de Divulgação Jurídica e Relações Públicas                     | Departamento de Divulgação Jurídica e Relações Públicas                     |  |  |                                                                   |                        |                        |                        |                        |                        |
| Director | Director | Director | Director | Director | Director |  |  |                                                       |                                                       |                                                       |                                                       |                                                       |                                                       |  |  |  |  | Subdirector | Subdirector | Subdirector | Subdirector | Subdirector | Subdirector |  |  | Departamento de Divulgação Jurídica e Relações Públicas                     | Departamento de Divulgação Jurídica e Relações Públicas                     | Departamento de Divulgação Jurídica e Relações Públicas                     | Departamento de Divulgação Jurídica e Relações Públicas                     | Departamento de Divulgação Jurídica e Relações Públicas                     | Departamento de Divulgação Jurídica e Relações Públicas                     |  |  |                                                                   |                        |                        |                        |                        |                        |
|          |          |          |          |          |          |  |  |                                                       |                                                       |                                                       |                                                       |                                                       |                                                       |  |  |  |  |             |             |             |             |             |             |  |  |                                                                             |                                                                             |                                                                             |                                                                             |                                                                             |                                                                             |  |  | Divisão de Relações Públicas                                      |                        |                        |                        |                        |                        |
|          |          |          |          |          |          |  |  |                                                       |                                                       |                                                       |                                                       |                                                       |                                                       |  |  |  |  |             |             |             |             |             |             |  |  |                                                                             |                                                                             |                                                                             |                                                                             |                                                                             |                                                                             |  |  |                                                                   |                        |                        |                        |                        |                        |
|          |          |          |          |          |          |  |  |                                                       |                                                       |                                                       |                                                       |                                                       |                                                       |  |  |  |  |             |             |             |             |             |             |  |  |                                                                             |                                                                             |                                                                             |                                                                             |                                                                             |                                                                             |  |  |                                                                   |                        |                        |                        |                        |                        |
|          |          |          |          |          |          |  |  | Conservatória do Registo Civil                        | Conservatória do Registo Civil                        | Conservatória do Registo Civil                        | Conservatória do Registo Civil                        | Conservatória do Registo Civil                        | Conservatória do Registo Civil                        |  |  |  |  | Subdirector | Subdirector | Subdirector | Subdirector | Subdirector | Subdirector |  |  | Departamento dos Assuntos dos Registos e do Notariado                       | Departamento dos Assuntos dos Registos e do Notariado                       | Departamento dos Assuntos dos Registos e do Notariado                       | Departamento dos Assuntos dos Registos e do Notariado                       | Departamento dos Assuntos dos Registos e do Notariado                       | Departamento dos Assuntos dos Registos e do Notariado                       |  |  |                                                                   |                        |                        |                        |                        |                        |
|          |          |          |          |          |          |  |  | Conservatória do Registo Civil                        | Conservatória do Registo Civil                        | Conservatória do Registo Civil                        | Conservatória do Registo Civil                        | Conservatória do Registo Civil                        | Conservatória do Registo Civil                        |  |  |  |  | Subdirector | Subdirector | Subdirector | Subdirector | Subdirector | Subdirector |  |  | Departamento dos Assuntos dos Registos e do Notariado                       | Departamento dos Assuntos dos Registos e do Notariado                       | Departamento dos Assuntos dos Registos e do Notariado                       | Departamento dos Assuntos dos Registos e do Notariado                       | Departamento dos Assuntos dos Registos e do Notariado                       | Departamento dos Assuntos dos Registos e do Notariado                       |  |  |                                                                   |                        |                        |                        |                        |                        |
|          |          |          |          |          |          |  |  |                                                       |                                                       |                                                       |                                                       |                                                       |                                                       |  |  |  |  |             |             |             |             |             |             |  |  |                                                                             |                                                                             |                                                                             |                                                                             |                                                                             |                                                                             |  |  |                                                                   |                        |                        |                        |                        |                        |
|          |          |          |          |          |          |  |  | Primeiro Cartório Notarial                            | Primeiro Cartório Notarial                            | Primeiro Cartório Notarial                            | Primeiro Cartório Notarial                            | Primeiro Cartório Notarial                            | Primeiro Cartório Notarial                            |  |  |  |  |             |             |             |             |             |             |  |  | Departamento de Apoio Técnico                                               | Departamento de Apoio Técnico                                               | Departamento de Apoio Técnico                                               | Departamento de Apoio Técnico                                               | Departamento de Apoio Técnico                                               | Departamento de Apoio Técnico                                               |  |  |                                                                   |                        |                        |                        |                        |                        |
|          |          |          |          |          |          |  |  | Primeiro Cartório Notarial                            | Primeiro Cartório Notarial                            | Primeiro Cartório Notarial                            | Primeiro Cartório Notarial                            | Primeiro Cartório Notarial                            | Primeiro Cartório Notarial                            |  |  |  |  |             |             |             |             |             |             |  |  | Departamento de Apoio Técnico                                               | Departamento de Apoio Técnico                                               | Departamento de Apoio Técnico                                               | Departamento de Apoio Técnico                                               | Departamento de Apoio Técnico                                               | Departamento de Apoio Técnico                                               |  |  |                                                                   |                        |                        |                        |                        |                        |
|          |          |          |          |          |          |  |  |                                                       |                                                       |                                                       |                                                       |                                                       |                                                       |  |  |  |  |             |             |             |             |             |             |  |  |                                                                             |                                                                             |                                                                             |                                                                             |                                                                             |                                                                             |  |  |                                                                   |                        |                        |                        |                        |                        |
|          |          |          |          |          |          |  |  |                                                       |                                                       |                                                       |                                                       |                                                       |                                                       |  |  |  |  |             |             |             |             |             |             |  |  |                                                                             |                                                                             |                                                                             |                                                                             |                                                                             |                                                                             |  |  | Divisão de Recursos Humanos                                       |                        |                        |                        |                        |                        |
|          |          |          |          |          |          |  |  |                                                       |                                                       |                                                       |                                                       |                                                       |                                                       |  |  |  |  |             |             |             |             |             |             |  |  |                                                                             |                                                                             |                                                                             |                                                                             |                                                                             |                                                                             |  |  |                                                                   |                        |                        |                        |                        |                        |
|          |          |          |          |          |          |  |  | Segundo Cartório Notarial                             | Segundo Cartório Notarial                             | Segundo Cartório Notarial                             | Segundo Cartório Notarial                             | Segundo Cartório Notarial                             | Segundo Cartório Notarial                             |  |  |  |  |             |             |             |             |             |             |  |  | Departamento de Gestão Administrativa e Financeira                          | Departamento de Gestão Administrativa e Financeira                          | Departamento de Gestão Administrativa e Financeira                          | Departamento de Gestão Administrativa e Financeira                          | Departamento de Gestão Administrativa e Financeira                          | Departamento de Gestão Administrativa e Financeira                          |  |  |                                                                   |                        |                        |                        |                        |                        |
|          |          |          |          |          |          |  |  | Segundo Cartório Notarial                             | Segundo Cartório Notarial                             | Segundo Cartório Notarial                             | Segundo Cartório Notarial                             | Segundo Cartório Notarial                             | Segundo Cartório Notarial                             |  |  |  |  |             |             |             |             |             |             |  |  | Departamento de Gestão Administrativa e Financeira                          | Departamento de Gestão Administrativa e Financeira                          | Departamento de Gestão Administrativa e Financeira                          | Departamento de Gestão Administrativa e Financeira                          | Departamento de Gestão Administrativa e Financeira                          | Departamento de Gestão Administrativa e Financeira                          |  |  |                                                                   |                        |                        |                        |                        |                        |
|          |          |          |          |          |          |  |  |                                                       |                                                       |                                                       |                                                       |                                                       |                                                       |  |  |  |  |             |             |             |             |             |             |  |  |                                                                             |                                                                             |                                                                             |                                                                             |                                                                             |                                                                             |  |  | Divisão Financeira e Patrimonial                                  |                        |                        |                        |                        |                        |
|          |          |          |          |          |          |  |  |                                                       |                                                       |                                                       |                                                       |                                                       |                                                       |  |  |  |  |             |             |             |             |             |             |  |  |                                                                             |                                                                             |                                                                             |                                                                             |                                                                             |                                                                             |  |  |                                                                   |                        |                        |                        |                        |                        |
|          |          |          |          |          |          |  |  |                                                       |                                                       |                                                       |                                                       |                                                       |                                                       |  |  |  |  |             |             |             |             |             |             |  |  |                                                                             |                                                                             |                                                                             |                                                                             |                                                                             |                                                                             |  |  |                                                                   |                        |                        |                        |                        |                        |
|          |          |          |          |          |          |  |  | Cartório Notarial das Ilhas                           | Cartório Notarial das Ilhas                           | Cartório Notarial das Ilhas                           | Cartório Notarial das Ilhas                           | Cartório Notarial das Ilhas                           | Cartório Notarial das Ilhas                           |  |  |  |  |             |             |             |             |             |             |  |  |                                                                             |                                                                             |                                                                             |                                                                             |                                                                             |                                                                             |  |  | Divisão de Informática                                            | Divisão de Informática | Divisão de Informática | Divisão de Informática | Divisão de Informática | Divisão de Informática |
|          |          |          |          |          |          |  |  | Cartório Notarial das Ilhas                           | Cartório Notarial das Ilhas                           | Cartório Notarial das Ilhas                           | Cartório Notarial das Ilhas                           | Cartório Notarial das Ilhas                           | Cartório Notarial das Ilhas                           |  |  |  |  |             |             |             |             |             |             |  |  |                                                                             |                                                                             |                                                                             |                                                                             |                                                                             |                                                                             |  |  | Divisão de Informática                                            | Divisão de Informática | Divisão de Informática | Divisão de Informática | Divisão de Informática | Divisão de Informática |